# Medea (Lucano)
Medea è una tragedia incompiuta dello scrittore latino Marco Anneo Lucano in età giovanissima, più o meno nel 55 d.C. L'autore durante la lavorazione, giacché adolescente, si convinse che la sua opera fosse troppo povera e scarsa di valori tragici, sebbene avesse come modelli Euripide, Ovidio, Lucio Accio e Quinto Ennio. Per questo motivo l'autore giovanissimo si convinse a lasciar perdere l'opera dopo alcune scene.